# Сто и втори конгрес на Македонската патриотична организация
Сто и вторият конгрес на Македонските политически организации (МПО) се провежда на 2 септември 2023 година в Кълъмбъс, Охайо, САЩ. Конгресът преправя устава на организацията в голяма степен, като МПО се отваря и към македонците с национално самосъзнание. Целта „освобождение на Македония“, лозунгът „Македония за македонците“ и идеалът „независима държавна единица в рамките на нейните исторически и географски граници“ са премахнати от устава и са поставени в приембюла на организацията, в който е записано още, че МПО е създадена от „македоно-български имигранти“.
Избрано е ново ръководство на Централния комитет, начело с президента Матю Стефанов. Освен него, в ръководството са Стив Петров, вицепрезидент, Люпка Балоски, ковчежник, и Хелън Лена Арсенал, секретар.